# Notiohyphantes
Notiohyphantes es un género de arañas araneomorfas de la familia Linyphiidae. Se encuentra en Sudamérica y Centroamérica.

## Lista de especies
Según The World Spider Catalog 12.0:
- Notiohyphantes excelsus (Keyserling, 1886)
- Notiohyphantes laudatus Millidge, 1991
- Notiohyphantes meridionalis (Tullgren, 1901)